# 17670 Liddell
17670 Liddell è un asteroide della fascia principale. Scoperto nel 1996, presenta un'orbita caratterizzata da un semiasse maggiore pari a 2,7860938 au e da un'eccentricità di 0,0853202, inclinata di 2,40739° rispetto all'eclittica.
L'asteroide è dedicato ad Alice Liddell, la bambina che ha ispirato Lewis Carroll a scrivere Le avventure di Alice nel Paese delle Meraviglie.